# FC Slovan Liberec
FC Slovan Liberec (tjeckiskt uttal: [ˈslovan ˈlɪbɛrɛt͡s]) är en tjeckisk fotbollsklubb grundad 12 juli 1958 i Liberec. Klubben är en av de mest framgångsrika i Tjeckien efter att ha vunnit tre ligatitlar och två cuptitlar sedan 1993.

## Historia
År 1958 fattades beslutet att slå ihop klubbarna Jiskra och Slavoj Liberec till ett lag som skulle ha potential att ta en plats i förstaligan. Som ett resultat av detta bildades TJ Slovan Liberec 12 juli 1958. Sedan dess har klubbens namn ändrats vid ett flertal tillfällen, vilket återspeglar förändringar i namnsponsring. 
På 1980-talet använde klubben namnet TJ Slovan Elitex Liberec efter textilföretaget Elitex. År 1993 tillkännagavs namnet FC Slovan Liberec, för att sedan samma år bytas ut till FC Slovan WSK Liberec där WSK var en förkortning för Wimpey Severokámen. Ett år senare under 1994 gick klubben under namnet FC Slovan WSK Vratislav Liberec efter ölmärket Vratislav. 1995 återgick Slovan till sitt tidigare namn FC Slovan Liberec.
Klubbmärket representerar färgerna i Liberec (blå och vit) samt berget Ještěd utanför Liberec med sitt kända tv-torn på toppen.

## Meriter
- Ligamästare (3): 2002, 2006, 2012.[2]
- Cup:[3]
Cupmästare (2): 2000, 2015
Finalist (3): 1999, 2008, 2020
- Supercup:  
Finalist (2): 2012, 2015.[4]

## Placering tidigare säsonger
| Säsong  | Nivå | Liga                    | Placering | Referens | Notering |
| ------- | ---- | ----------------------- | --------- | -------- | -------- |
| 2009/10 | 1    | 1. česká fotbalová liga | 9         | [ 5 ]    |          |
| 2010/11 | 1    | 1. česká fotbalová liga | 7         | [ 6 ]    |          |
| 2011/12 | 1    | 1. česká fotbalová liga | 1         | [ 7 ]    |          |
| 2012/13 | 1    | 1. česká fotbalová liga | 3         | [ 8 ]    |          |
| 2013/14 | 1    | 1. česká fotbalová liga | 4         | [ 9 ]    |          |
| 2014/15 | 1    | 1. česká fotbalová liga | 12        | [ 10 ]   |          |
| 2015/16 | 1    | 1. česká fotbalová liga | 3         | [ 11 ]   |          |
| 2016/17 | 1    | 1. česká fotbalová liga | 9         | [ 12 ]   |          |
| 2017/18 | 1    | 1. česká fotbalová liga | 6         | [ 13 ]   |          |
| 2018/19 | 1    | 1. česká fotbalová liga | 6         | [ 14 ]   |          |
| 2019/20 | 1    | 1. česká fotbalová liga | 5         | [ 15 ]   |          |
| 2020/21 | 1    | 1. česká fotbalová liga | 6         | [ 16 ]   |          |
| 2021/22 | 1    | 1. česká fotbalová liga | 8         | [ 17 ]   |          |